# Йоргос Пападопулос
Йоргос Пападопулос (грец. Γιώργος Παπαδόπουλος, 26 травня 1985, Нікосія) — кіпріотський і грецький співак і композитор.

## Біографія

### Початок кар'єри на Кіпрі
Йоргос Пападопулос народився в Нікосії. У 14 років створив свою першу групу під назвою «Εξ επαφής», яка виступала в школі та на благодійних заходах. 
Музичну кар'єру розпочав 2004 року на батьківщині. На початку 2004 року випустил на Кіпрі свій перший сингл під назвою "Βυθός". Пісня, яку написав для Йоргоса Хрістос  Дантіс, стала радіо-хітом і диск став  золотим на Кіпрі. Слідом, шість місяців потому, сингл "Save Me" став також золотим. У вересні 2004 року Пападопулос отримав пропозицію щодо відкриття великого концерту  Анни Віссі на футбольному стадіоні ГСП в Нікосії. У червні 2007 року компакт-диск "Σε πεθύμησα" був нагороджений премією Music Awards Кіпру як найкращий диск кіпрського виробництва, який звучав найчастіше в радіо-ефірі. 

### Кар'єра у Греції
У жовтні 2007 року він переїхав до Афін, де швидко здобув популярність і підписав контракт з компанією Virus legend. У травні 2008 року Пападопулос випустил свій перший альбом в Греції під назвою «Θάλασσες» з 13 піснями. Музику для семи пісень з альбому він написав сам. 20 вересня 2008 року разом з  Костасом Мартакісом  відкрив концерт Дженніфер Лопес в Греції на стадіоні  OAKA. У 2009 році пісня «Θάλασσες» посіла  13-е місце у списку найкращих пісень на грецькій мові, а «Σώμα με σώμα» знаходилася на  30-й позиції (Music Control).
У березні 2010 року Йоргос Пападопулос зробив перші виступи  з сольними концертами в Афінах.  Влітку 2010 року він здійснив тур по Греції та Кіпру з Хрістосом Дантісом і Еврідікою Феоклеус. 25 червня 2010 року відбулася церемонія нагородження — диск «Θάλασσες» отримав  подвійний  платиновий статус. 
У 2010 році пісня  «Μην σβήνεις τα φώτα» посіла 12 місце у списку найкращих пісень на грецькій мові (Music Control).
У січні 2011 року Йоргос виступає в  Салоніках. На початку квітня 2011 року він виступає з  Анною Віссі в Нікосії і Іракліоні. У 2011 році пісня «Απόχρωση του γκρίζου» (музика Йоргоса Пападопулоса) займає 11 місце в  Top 20 (грецьких і іноземних) пісень року за офіційними даними ЗМІ інспектор (Media Inspector).  18 декабря 2011 року диск «Μαζί μου σε θέλω» отримав  золоту нагороду, церемонію нагородження було організовано радіостанцією Δρόμος Fm.  З 13 січня 2012 Йоргос Пападопулос почав свої виступи в Салоніках з  Паолою і  Мартакісом.  
У березні 2012 року Йоргос Пападопулос оголосив про свою співпрацю з лейблом Heaven Music.   18 травня 2012 року вийшов новий альбом Пападопулоса «Όλα στο κόκκινο» під ліцензією Heaven Music.  Музику до всіх 13 пісень альбому написав Йоргос Пападопулос. Чудова балада «Απόψε δεν θα κοιμηθώ», яка була попередником альбому, відразу стала радіохітом. З 22 березня 2012 року до кінця липня Йоргос Пападопулос виступав в клубі Posidonio з  Паносом Кіамосом, Master tempo і Христиною Салті. 

## Композитор
Йоргос Пападопулос — автор музики більшості пісень власного виконання. Він написав пісні для  Паноса Кіамоса ( і знамениту «Κρύσταλλα» в тому числі), , Еврідикі,  Йоргоса Мазонакіса,  Костаса Мартакіса, Тамта.

## Дискографія
Кіпр
- Βφθοζ (2003)
- Σωσε με (2004)
- Σε πεθφμηεα (2006)

Греція
- Θαλασσες (2008)
- Θαλασσες + (2009)
- Μαζί μου σε θέλω (2010)
- Όλα στο κόκκινο (2012)

## Нагороди
- Super Music Awards 2016 (Кіпр): Найкраща пісня року («Σπάσ’τα»)[10]